# António Carlos Carvalho
António Carlos Gonçalves e Carvalho (São Sebastião da Pedreira, Lisboa, 8 de Julho 1947), jornalista, escritor e tradutor português.
Iniciou-se como jornalista n'A Capital, em 1968. De 1988 a 2004, António Carlos Carvalho trabalhou no Diário de Notícias, sempre ligado a temas de cultura, chegando a ser editor do suplemento cultural.

É autor de vários livros sobre temas como o esoterismo, a maçonaria, a monarquia europeia ou a diáspora judaica portuguesa. Ao longo da sua vida também tem traduzido inúmeras obras para português, sobretudo acerca de temas esotéricos, de autores como Fulcanelli e René Guénon.

Foi autor e apresentador da série televisiva Portugal He Nome Inteiro, sobre a dimensão histórica e cultural do judaísmo em Portugal, emitida pela RTP2 em 1990. Apresentou também algumas emissões da série radiofónica A Biblioteca da Minha Vida, difundida entre 2000 e 2003 pela Antena 2.

Licenciado em Ciências Religiosas pela Academia de Teologia Ortodoxa de São Martinho de Dume, durante doze anos foi arcipreste da Igreja Ortodoxa de Portugal e das Espanhas (ramo Grego), sob o nome de padre Atanásio.

Foi casado com Maria Teresa Roma Bobone, de quem teve cinco filhos, entre os quais a actriz Madalena Bobone.

## Obras
- Para a História da Maçonaria em Portugal (1913-1935). Lisboa: Vega, 1976.
- "Profecias" do Bandarra, sapateiro de Trancoso; apresentação de António Carlos Carvalho. Lisboa: Vega, 1977.
- O triângulo místico português: Fátima, Tomar, Ladeira do Pinheiro. Lisboa: Liber, 1980.
- História secreta de Portugal de António Telmo; prefácio e notas de António Carlos de Carvalho. Lisboa: Vega, 1986.
- As duas faces da serpente. Lisboa: Acontecimento, 1994.
- Religião e ideal maçónico: convergências (e outros autores); org. Instituto de Sociologia e Etnologia das Religiões da Universidade Nova de Lisboa; colaboração do Centro de Estudos Afonso Domingues. Lisboa: Instituto de Sociologia e Etnologia das Religiões, 1994.
- Famílias Reais Europeias. Venda Nova: Bertrand, 1997.
- Pessoa; direcção de António Carlos Carvalho; colaboração de António Telmo e outros. Lisboa: Pergaminho, 1999.
- Os judeus do desterro de Portugal. Lisboa: Quetzal, 1999.
- Prisioneiros da esperança: dois mil anos de Messias e messianismos. Lisboa: Âncora, 2000.
- Em defesa dos judeus do Padre António Vieira; organização, introdução e notas de António Carlos Carvalho. Lisboa: Contexto, 2001.
- João Villaret: uma biografia. Lisboa: Ulisseia, 2008.
- Universalidades (com outros autores). Vila Viçosa: Serra d'Ossa, 2009.
- História da franco-maçonaria em Portugal: 1735-1912 de Manuel Borges Grainha; prefácio de António Ventura; tradução, prefácio e notas de António Carlos Carvalho. Lisboa: Vega, 2011.
- A profecia dos Papas de S. Malaquias; introdução de António Carlos Carvalho. Sintra: Zéfiro, 2013.